# Annika Bruhn
Annika Bruhn (Karlsruhe, 5 ottobre 1992) è una nuotatrice tedesca.

## Palmarès
- Mondiali

Kazan' 2015: bronzo nella 4x100m misti mista.
- Europei

Glasgow 2018: oro nella 4x200m sl mista; bronzo nella 4x200m sl.